# کارل پورگ
کارل پورگ (استونیایی: Kaarel Pürg؛ زادهٔ ۱۹۴۹) سیاستمدار و نماینده سابق مجلس اهل استونی است.